# Аньєзе Аллегріні
Аньєзе Аллегріні (італ. Agnese Allegrini; народилася 3 липня 1982, Рим, Італія) — італійська бадмінтоністка.
Учасниця Олімпійських ігор 2008 в одиночному розряді. У першому раунді поступилась Ларисі Гризі з України — 0:2. Учасниця чемпіонатів світу 2005, 2006, 2007.
Чемпіон Італії в одиночному розряді (2001, 2002, 2003), в парному розряді (2000, 2001, 2003).
Переможниця Puerto Rico International в одиночному розряді (2001, 2010). Переможниця Italian International в одиночному розряді (2001, 2003), в парному розряді (2003). Переможниця Giraldilla International в одиночному розряді (2005, 2006, 2007), в змішаному парному розряді (2007). Переможниця Mauritius International в одиночному розряді (2006, 2007). Переможниця Uganda International в одиночному розряді (2008).